# Драгов дол
Драгов дол (на македонска литературна норма: Драгов Дол) е село в Северна Македония, в община Брод (Македонски Брод).

## География
Селото се намира в областта Поречие на десния бряг на Треска (Голема).

## История
В XIX век Драгов дол е село в Поречка нахия на Кичевска каза на Османската империя. В „Етнография на вилаетите Адрианопол, Монастир и Салоника“, издадена в Константинопол в 1878 година и отразяваща статистиката на населението от 1873 година Драгодол (Dragodol) е посочено като село с 8 домакинства с 26 жители българи.
Според статистиката на Васил Кънчов („Македония. Етнография и статистика“) от 1900 година Драгов дол е населявано от 40 жители българи християни.
На Етнографската карта на Битолския вилает на Картографския институт в София от 1901 година Драгодол е чисто българско село в Кичевската каза на Битолския санджак с 4 къщи.
Цялото село в началото на XX век е сърбоманско. Според митрополит Поликарп Дебърски и Велешки в 1904 година в Драгодол има 5 сръбски къщи. По данни на секретаря на Българската екзархия Димитър Мишев („La Macédoine et sa Population Chrétienne“) в 1905 година в Драгов дол има 40 българи патриаршисти сърбомани.
След Междусъюзническата война в 1913 година селото попада в Сърбия.
На етническата си карта на Северозападна Македония в 1929 година Афанасий Селишчев отбелязва Драгов дол като българско село.
Според преброяването от 2002 година селото има 23 жители македонци.